# 長崎市立戸町中学校
長崎市立戸町中学校（ながさきしりつ とまちちゅうがっこう、Nagasaki City Tomachi Junior High School）は、長崎県長崎市新戸町二丁目にある公立中学校。

## 概要
歴史
1947年（昭和22年）の学制改革で開校。2017年（平成29年）に創立70周年を迎えた。
校訓
「自主・友愛・飛躍」
校章
「中」の文字。その中央の縦棒（｜）に短い横棒（-）を付して校名の頭文字「ト」を表している。
校歌
作詞は島内八郎、作曲は中山雅弘による。歌詞は3番まであり、各番に校名の「戸町」が登場する。
校区
小学校区は長崎市立戸町小学校。

## 沿革
- 1947年（昭和22年）
  - 4月1日 - 学制改革（六・三制の実施）により、新制中学校「長崎市立戸町中学校」（現校名）が設置される。初代校長に湯川長之助が就任。
  - 4月15日 - 開校式を挙行。長崎市立小ヶ倉小学校校舎を借用し、授業を開始。
  - 4月25日 - 後援会が発足。
- 1948年（昭和23年）
  - 2月2日 - 上戸町に仮校舎が完成し、移転を完了。小ヶ倉小学校との併設を解消。
  - 3月4日 - 創立記念式典を挙行。
- 1949年（昭和24年）6月10日 - 新校舎が完成し、移転を完了。
- 1960年（昭和35年）3月15日 - 校旗を制定。
- 1961年（昭和36年）3月1日 - 鉄筋コンクリート造3階建ての新校舎（第一期工事・6教室）が完成。
- 1968年（昭和43年）
  - 3月30日 - 第六期工事が完了し、校舎建設が一段落する。
  - 5月9日 - 旧校舎の解体が完了。
- 1969年（昭和44年）3月31日 - 体育館が完成。
- 1970年（昭和45年）8月20日 - プールが完成。
- 1982年（昭和57年）
  - 7月23日 - 長崎大水害により、校舎1階部分・体育館・運動場に大きな被害を受ける。
  - 9月15日 - 復旧工事を完了。
- 1990年（平成2年）4月1日 - 長崎市立小ヶ倉中学校の新設に伴い、長崎市立小ヶ倉小学校と長崎市立南長崎小学校校区の生徒を移す。
- 1993年（平成5年）12月25日 - コンピュータ室が完成。
- 1998年（平成10年）5月15日 - 国旗・市旗・校旗掲揚台が完成。
- 1999年（平成11年）1月6日 - ミナカミングルーム（相談室）が完成。
- 2002年（平成14年）9月3日 - 給食を開始。

## 著名な出身者
- 蛭子能収 - 漫画家、タレント

## アクセス
最寄りのバス停
- 長崎自動車（長崎バス）「新戸町」・「戸町中学校裏」バス停

最寄りの国道・県道
- 長崎県道51号長崎南環状線と長崎県道237号小ヶ倉田上線の交差する位置にある。

## 周辺
- 新戸町公民館
- 小ヶ倉水源地
- ダイレックス長崎店
- 十八親和銀行新戸町支店
- 十八親和銀行新戸町中央支店

## 参考資料
- 「市制百年　長崎年表」（1989年（平成元年）4月1日, 長崎市役所）

## 関連事項
- 長崎県中学校一覧